# Dareios I.

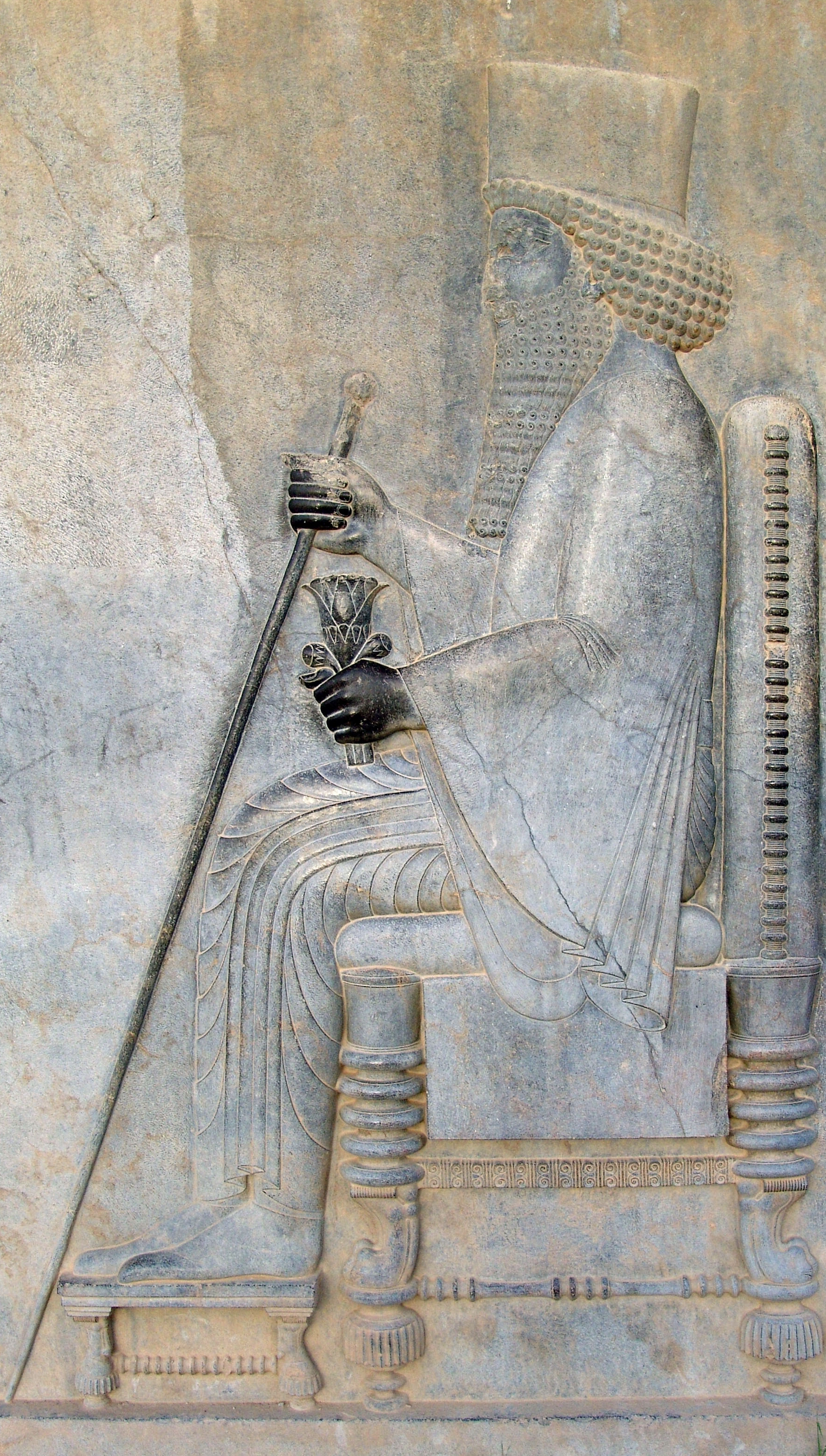
Relief von Darius dem Großen in Persepolis

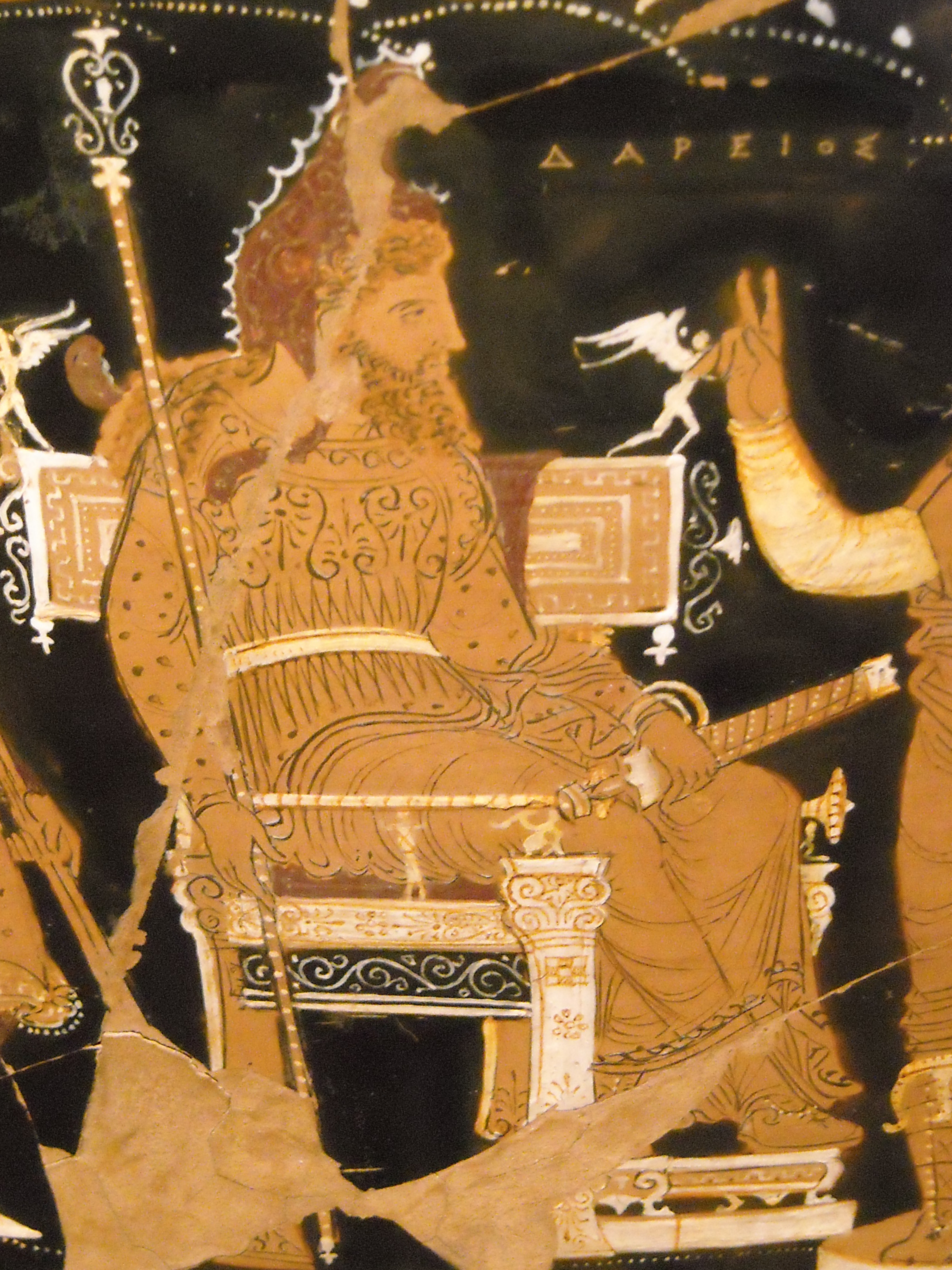
Detail der „Perservase“: Dareios-Figur mit Beschriftung (ΔΑΡΕΙΟΣ, oben rechts), Dareios-Maler; um 340/20 v. Chr., Archäologisches Nationalmuseum Neapel

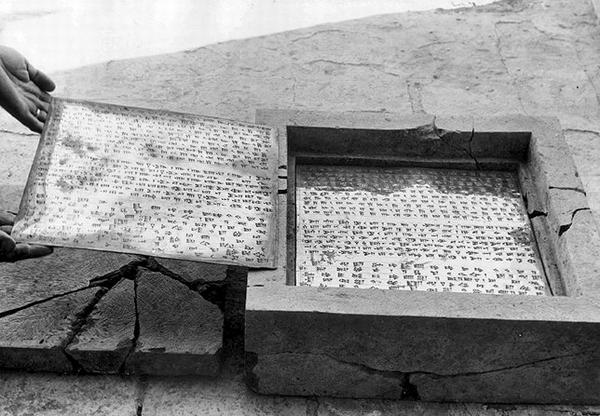
Fundamenturkunden des Apadana-Audienzpalasts in Persepolis – Steinbehälter mit Gold- (innen) und Silbertafel. Die fein beschrifteten Gold- und Silberplatten von König Darius sind ein Paradebeispiel für antike Aufzeichnungen auf Metallplatten, sie wurden 1933 von einem deutschen Archäologen entdeckt. Die Darius-Platten sind quadratisch, 33 × 33 cm groß und 1,6 cm dick. Fotographie von Erich Friedrich Schmidt

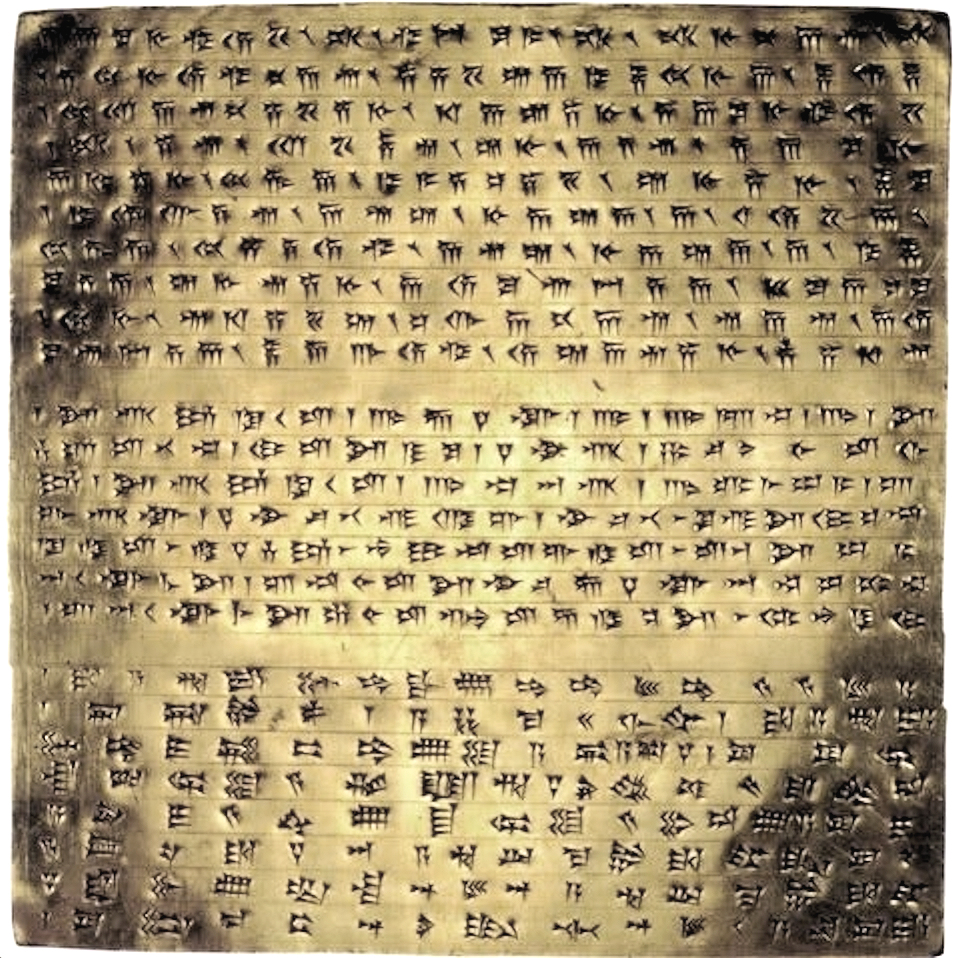
Eine der beiden Darius-Goldtafeln mit der DPh Inschrift, die Tafeln sind dreisprachig, d. h. die Inschrift wurde in Keilschrift in drei Sprachen wiederholt: Babylonisch, Elamisch und Altpersisch. Der kurze Text beschreibt im Wesentlichen die Ausdehnung von Darius' Königreich und bittet die Götter um Schutz.

Dareios I. (neupersisch داریوش, DMG Dāriyūš, altpersisch Dārayavauš, babylonisch Dariamuš, elamisch Dariyamauiš, aramäisch Dryhwš beziehungsweise biblisches Aramäisch דַּרְיָוֶשׁ Darjaweš, altgriechisch Δαρεῖος, lateinisch Darius; * 549 v. Chr.; † 486 v. Chr.), oft auch Dareios der Große genannt, war ein persischer Herrscher. Er war ab 522 v. Chr. dritter Großkönig des persischen Achämenidenreichs und nahm für sich in Anspruch, der insgesamt neunte König aus der Dynastie der Achämeniden zu sein. Sein persischer Name bedeutet „das Gute aufrechterhaltend“.
Dareios I. gilt neben dem Reichsgründer Kyros dem Großen als der bedeutendste Großkönig des altpersischen Reichs. Zu den Leistungen, die zu dieser Einschätzung beitragen, gehört die Erneuerung der Reichsstrukturen. Seine Verwaltungsreformen wurden noch lange nach dem Ende des Achämenidenreiches als vorbildhaft erachtet; vielleicht beeinflussten sie sogar die Organisation des Römischen Reiches. Außerdem förderte er die Künste, insbesondere die Architektur. Davon zeugen die Gründung von Persepolis und die Bautätigkeit in anderen Residenzstädten, vor allem in Susa. In der Geschichte des Achämenidenreichs stellt die Regierungszeit des Dareios die Phase der größten Ausdehnung des Imperiums dar.

### Abstammung und Jugend

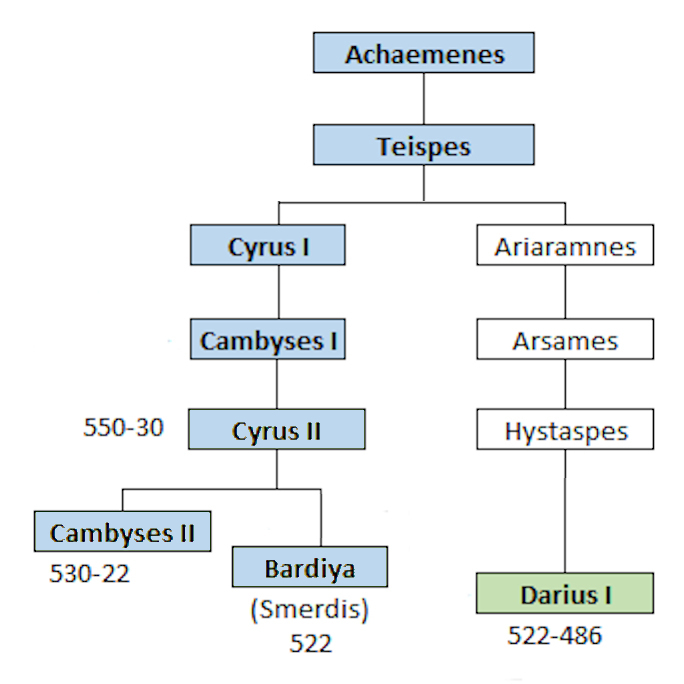
Abstammungslinie des Dareios I. nach der Behistun-Inschrift

### Frühe Herrschaft

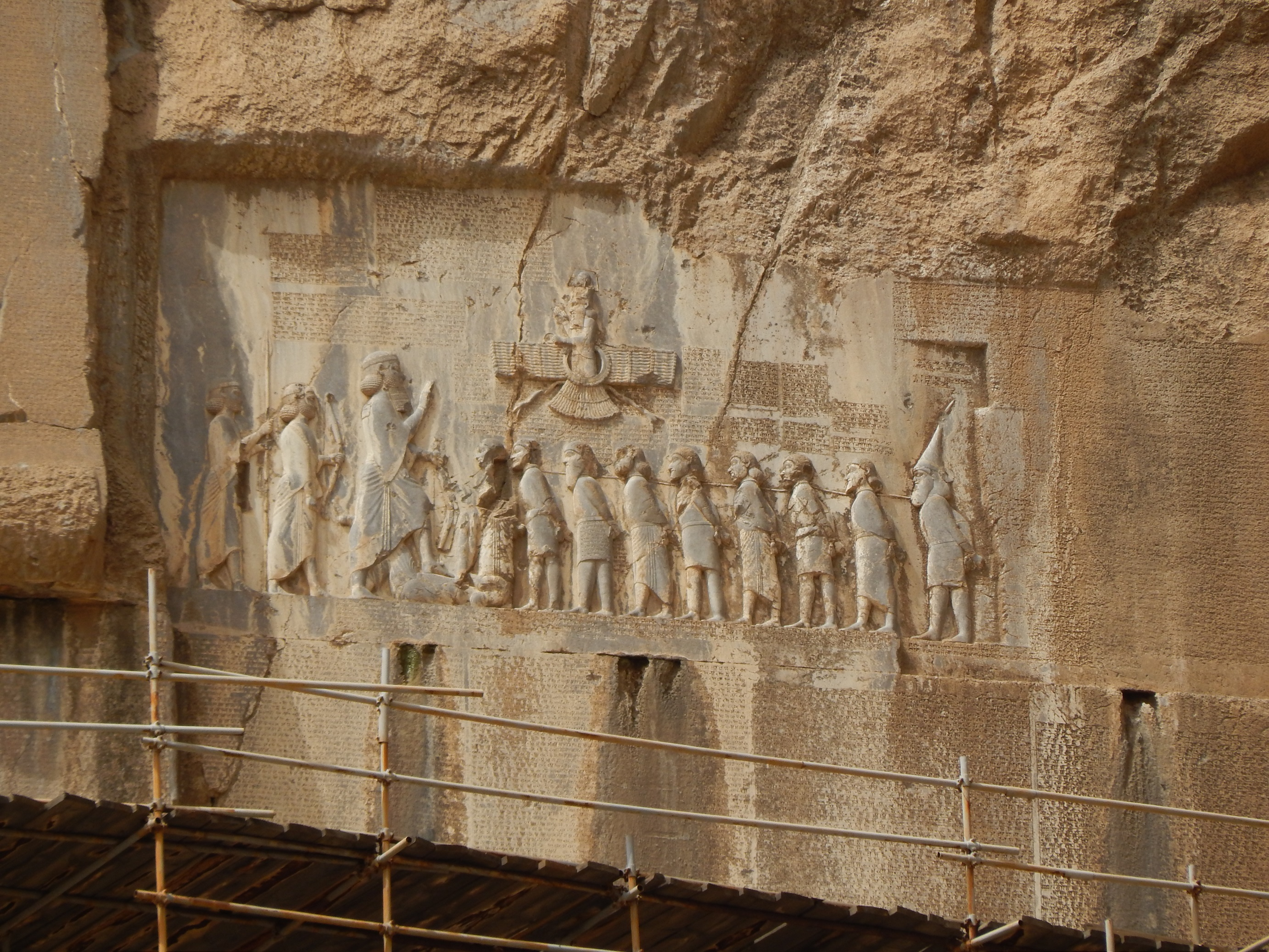
Die Behistun-Inschrift

### Außenpolitik

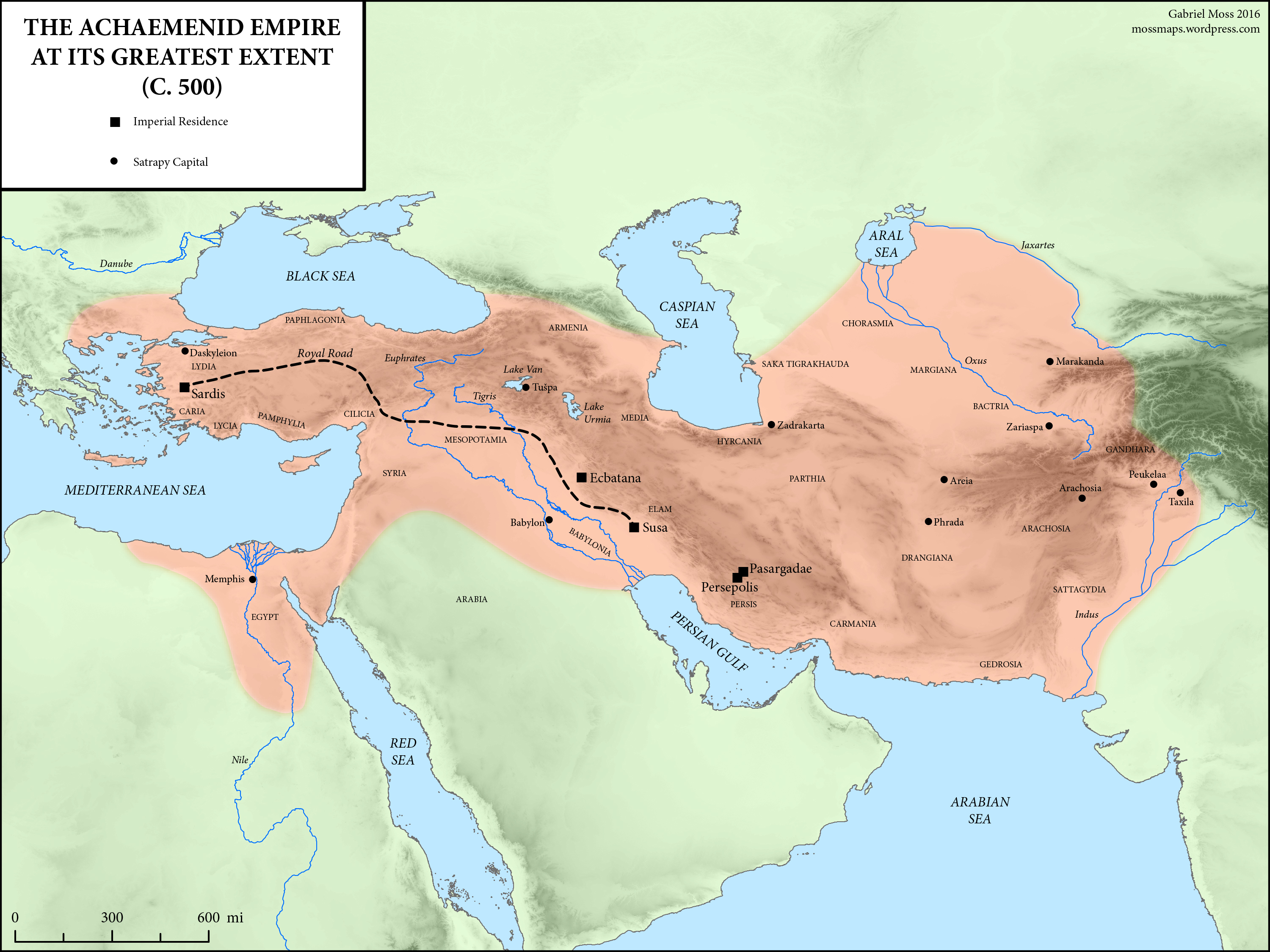
Das Perserreich um 500 v. Chr. mit der von Dareios angelegten Königsstraße

#### Wirtschaft und Gesellschaft

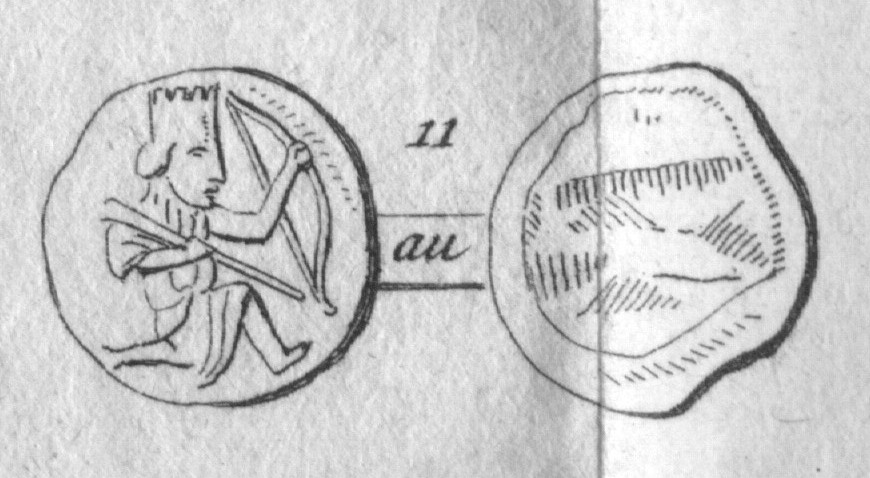
Dareikos, die Goldmünze der persischen Herrscher. 20 Siglos wurden für einen Dareikos gegeben. Aus Joseph Hilarius Eckhel: Kurzgefasste Anfangsgründe zur alten Numismatik; Wien, 1787. Dareios im Knielaufschema

#### Susa

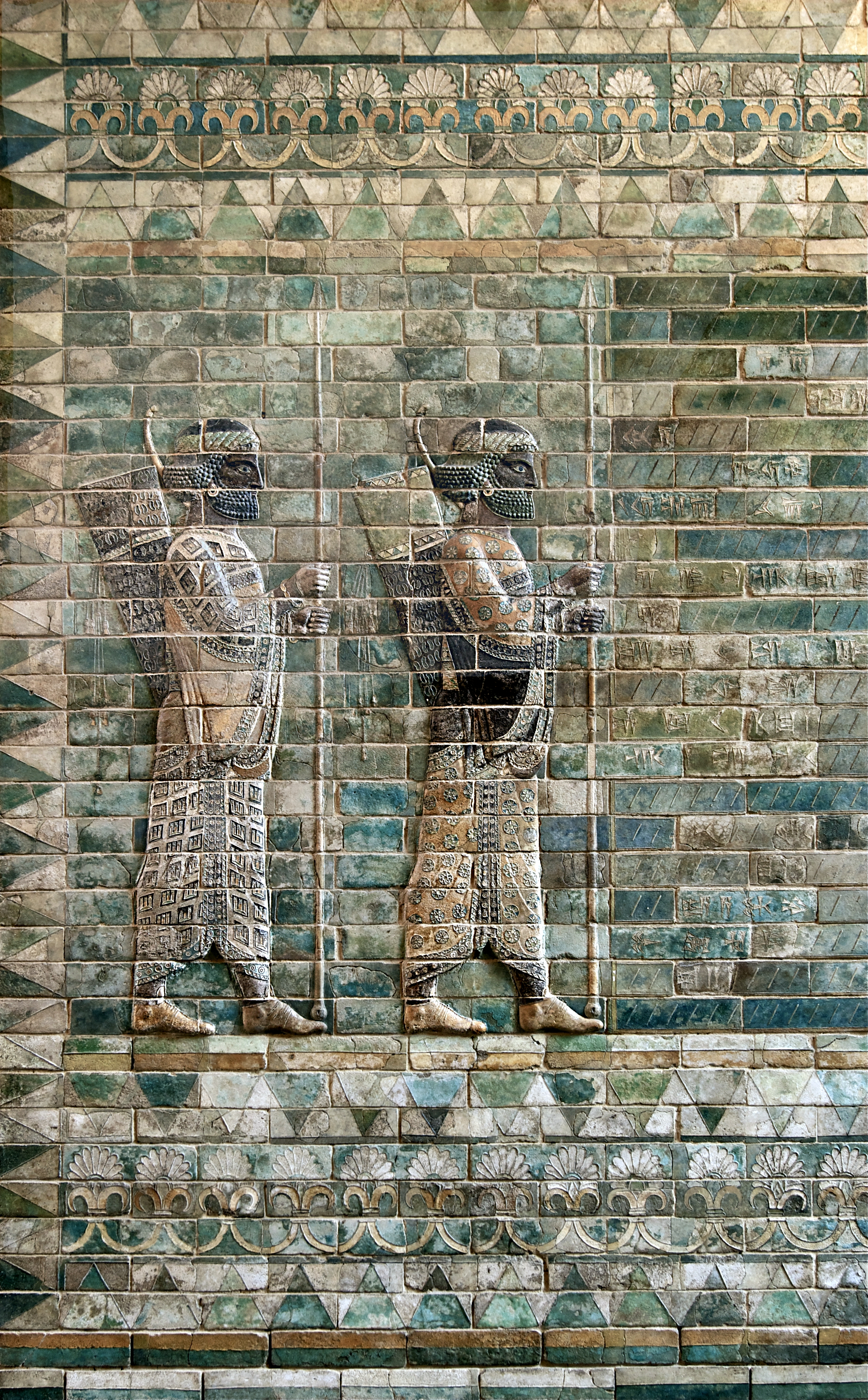
Der Bogenschützenfries aus dem Palast von Dareios I., Ausschnitt des linken Endes. Der Fries steht heute im Musée du Louvre, Paris.

#### Künstlerische und architektonische Entwicklung unter Dareios

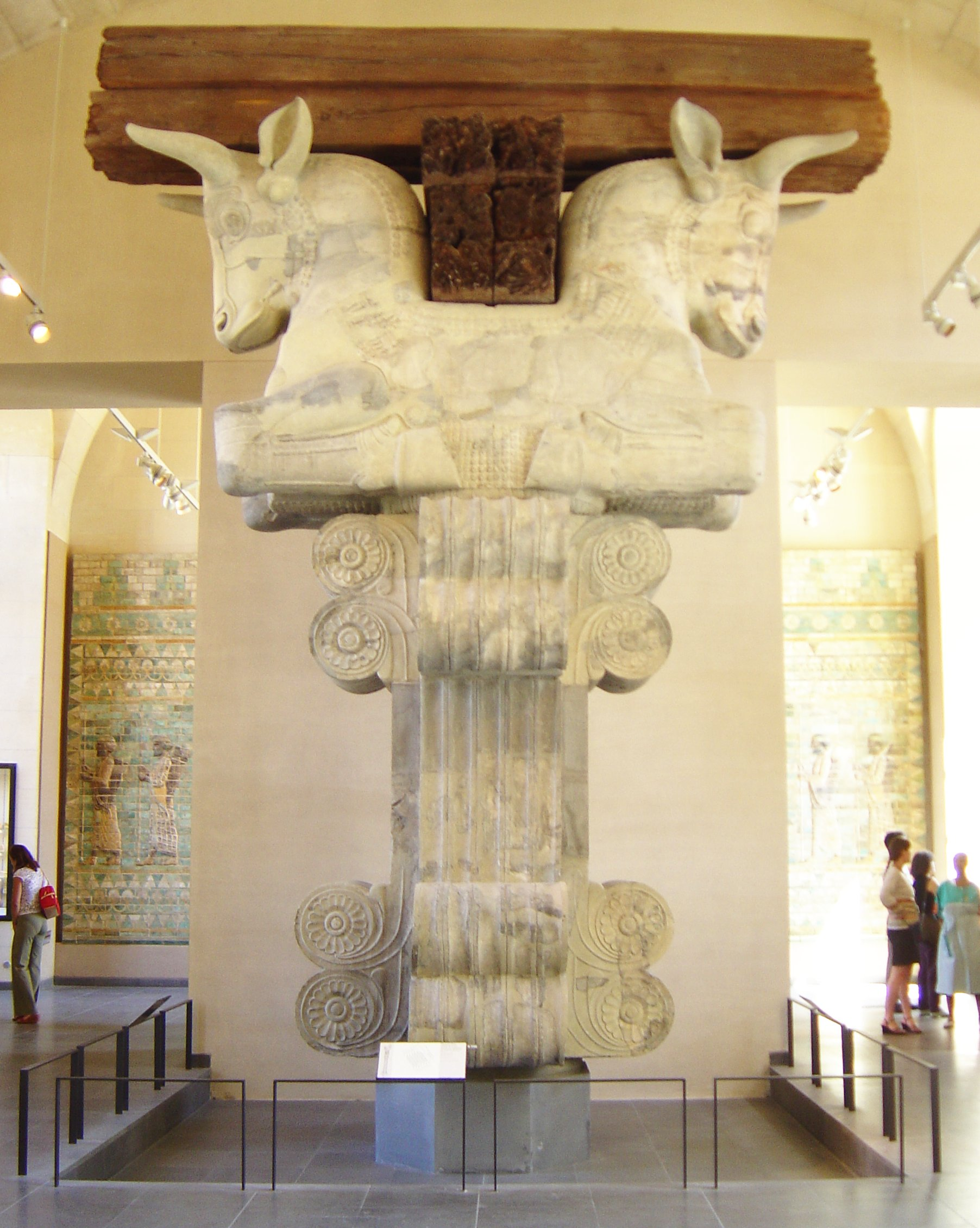
Kapitell aus Susa, heute im Musée du Louvre, Paris

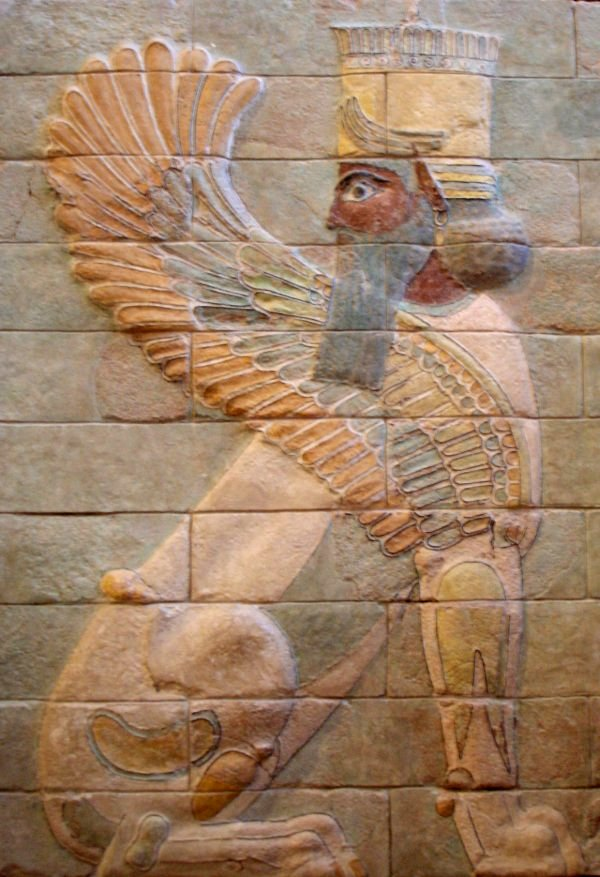
Relief eines geflügelten Sphinx aus glasierten Ziegeln aus dem Palast des Dareios in Susa